# Wessel Mouris
Wessel Mouris, né le 30 décembre 2002 à Amstelveen, est un coureur cycliste néerlandais.

## Biographie
Wessel Mouris grandit au contact du monde du vélo. Un de ses grand-cousins, Jens, a évolué au niveau professionnel dans ce sport. Son père Ben et son grand frère Teun ont également été coureurs cyclistes, mais seulement au niveau amateur,. Il a un autre frère, Michiel, qui figure parmi les néerlandais les plus prometteurs de sa génération en cyclo-cross.
Durant l'été 2020, il est sélectionné en équipe nationale pour les championnats d'Europe juniors, où il prend la 44e place de la course en ligne. Il se classe ensuite cinquième du championnat des Pays-Bas espoirs en 2022. La même année, il se distingue sur piste en finissant deuxième du championnat des Pays-Bas de poursuite.
En 2023, il intègre la formation Scorpions Racing, qui devient une équipe continentale. Sous ses nouvelles couleurs, il termine cinquième de la Carpathian Couriers Race, tout en ayant remporté une étape. Il réalise également de bonnes performances aux championnats des Pays-Bas espoirs en se classant quatrième du contre-la-montre et sixième de la course en ligne. 

## Palmarès et résultats

### Palmarès par année
- 2022
  - 2e du championnat des Pays-Bas de poursuite
- 2023
  - 2e étape de la Carpathian Couriers Race
- 2024
  - Eschborn-Francfort espoirs
  - 4e étape de la Course de la Paix-Grand Prix Jeseníky
  -  Médaillé de bronze du championnat d'Europe du contre-la-montre espoirs
  - 9e du championnat du monde du contre-la-montre espoirs

### Classements mondiaux
| Année                                 | 2022  | 2023  | 2024 |
| ------------------------------------- | ----- | ----- | ---- |
| Classement mondial                    | 1970e | 1577e | 488e |
| UCI Europe Tour                       | 1262e | nc    | nc   |
|                                       |       |       |      |
| Légende : nc = non classéSource : UCI |       |       |      |